# Cleveland Browns 1999
La stagione 1999 dei Cleveland Browns è stata la 47ª della franchigia nella National Football League. Essa segnò il ritorno del football professionistico nella città di Cleveland, Ohio, per la prima volta dalla stagione 1995, quando la franchigia fu temporaneamente messa da parte, nel controverso trasferimento che portò alla nascita dei Baltimore Ravens. Ufficialmente, i Browns sono considerati una continuazione della precedente franchigia, con la storia e i colori rimasti a Cleveland. La franchigia era ancora viva come entità legale tra il 1996 e il 1998 con le sue risorse gestite da un fondo della NFL fino a che Al Lerner divenne il proprietario nel 1998. I Browns, tuttavia, nel 1999 furono trattati come un "expansion team", con un expansion draft e ricevendo la prima scelta assoluta nel Draft NFL 1999.

## Expansion Draft
| 1. C Jim Pyne, Detroit                |
| 2. DE Hurvin McCormack, Dallas        |
| 3. T Scott Rehberg, New England       |
| 4. WR Damon Gibson, Cincinnati        |
| 5. C Steve Gordon, San Francisco      |
| 6. LB Tarek Saleh, Carolina           |
| 7. G Jeff Buckey, Miami               |
| 8. LS Jason Kyle, Seattle             |
| 9. DE Rod Manuel, Pittsburgh          |
| 10. LB Lenoy Jones, Tennessee         |
| 11. CB Tim McTyer, Philadelphia       |
| 12. LB Elijah Alexander, Indianapolis |
| 13. T Pete Swanson, Kansas City       |
| 14. S Gerome Williams, San Diego      |
| 15. S Marlon Forbes, Chicago          |
| 16. WR Justin Armour, Denver          |
| 17. T Paul Wiggins, Washington        |
| 18. S Duane Butler, Minnesota         |
| 19. WR Fred Brock, Arizona            |
| 20. CB Kory Blackwell, N.Y. Giants    |
| 21. CB Kevin Devine, Jacksonville     |
| 22. CB Ray Jackson, Buffalo           |
| 23. G Jim Bundren, N.Y. Jets          |
| 24. G Ben Cavil, Baltimore            |
| 25. RB Michael Blair, Green Bay       |
| 26. DT Antonio Anderson, Dallas       |
| 27. G Orlando Bobo, Minnesota         |
| 28. LB James Williams, San Francisco  |
| 29. QB Scott Milanovich, Tampa Bay    |
| 30. S Eric Stokes, Seattle            |
| 31. RB Ronald Moore, Miami            |
| 32. RB Clarence Williams, Buffalo     |
| 33. WR Freddie Solomon, Philadelphia  |
| 34. S Brandon Sanders, N.Y. Giants    |
| 35. DT Mike Thompson, Cincinnati      |
| 36. RB Jerris McPhail, Detroit        |
| 37. CB Antonio Langham, San Francisco |

## Roster
| Roster dei Cleveland Browns nel 1999 |
| --- |
| Quarterback - 2 Tim Couch - 11 Ty Detmer - 10 Jamie Martin Running Back - 27 Karim Abdul-Jabbar - 44 Marc Edwards FB - 34 Madre Hill - 42 Terry Kirby - 29 Rashaan Salaam - 25 Sedrick Shaw Wide Receiver - 84 Darrin Chiaverini - 87 Zola Davis - 85 Kevin Johnson - 80 Ronnie Powell - 86 Leslie Shepherd Tight End - 83 Mark Campbell - 88 James Dearth - 89 Randy Palmer - 82 Irv Smith Sr. Offensive Linemen - 76 Lomas Brown T - 77 Orlando Brown Sr. T - 65 Jim Bundren G - 69 Roger Chanoine T - 71 Jim Pyne G/C - 79 Scott Rehberg T - 68 Chris Ruhman T - 64 Dave Wohlabaugh C - 75 Steve Zahursky G/T Defensive Linemen - 94 Derrick Alexander DE - 93 Stalin Colinet DE/DT - 62 Bill Duff DT - 73 Darius Holland DT - 67 John Jurkovic DT - 97 Ryan Kuehl DT/LS - 99 Hurvin McCormack DE - 98 Arnold Miller DE - 78 Tyrone Rogers DE - 91 Marcus Spriggs DT - 96 Mike Thompson DT Linebacker - 55 Rahim Abdullah - 51 Lenoy Jones - 95 Jamir Miller - 59 Kendall Ogle - 58 Wali Rainer - 40 Tarek Saleh - 53 John Thierry DE Defensive Back - 39 Marlon Forbes FS - 24 Corey Fuller CB - 31 Raymond Jackson SS - 38 Antonio Langham CB - 20 Earl Little SS - 33 Daylon McCutcheon CB - 47 Ryan McNeil CB - 23 Marquez Pope SS - 21 Marquis Smith CB Special Team - 4 Phil Dawson K - 17 Chris Gardocki P Lista delle riserve - 22 Tim McTyer DB (IR) - 54 Chris Spielman ILB (IR) |
| Legenda - I rookie sono in corsivo. - Il primo ruolo è il principale mentre gli eventuali successivi indicano i ruoli secondari. - (IR) sta per Injured Reserve ed indica la lista ristretta per un solo giocatore infortunato che può tornare ad allenarsi dopo la settimana 6 e a rientrare in prima squadra dopo che questa ha giocato 8 partite. - (NF-Inj.) / (NF-Ill.) stanno rispettivamente per Non-Football Injured e Non-Football Illness ed indicano le liste dove viene inserito un giocatore che ha un infortunio o una malattia non dipendente dal football americano. - (PUP) sta per Physically Unable to Perform ed indica la lista dove viene inserito un giocatore mentre è in attesa di recuperare la condizione fisica. Nella stagione regolare dopo la sesta partita giocata dalla propria squadra, il giocatore ha tempo tre settimane per riprendere ad allenarsi, più tre settimane aggiuntive dal suo rientro agli allenamenti per rientrare in prima squadra. |

## Calendario
| Stagione regolare |                    |                         |                    |                    |                          |                    |
| Turno             | Data               | Avversario              | Risultato          | Record             | Stadio                   | Sintesi            |
| 1                 | 12 settembre       | Pittsburgh Steelers     | S 0–43             | 0–1                | Cleveland Browns Stadium | Recap              |
| 2                 | 19 settembre       | at Tennessee Titans     | S 9–26             | 0–2                | Adelphia Coliseum        | Recap              |
| 3                 | 26 settembre       | at Baltimore Ravens     | S 10–17            | 0–3                | PSINet Stadium           | Recap              |
| 4                 | 3 ottobre          | New England Patriots    | S 7–19             | 0–4                | Cleveland Browns Stadium | Recap              |
| 5                 | 10 ottobre         | Cincinnati Bengals      | S 17–18            | 0–5                | Cleveland Browns Stadium | Recap              |
| 6                 | 17 ottobre         | at Jacksonville Jaguars | S 7–24             | 0–6                | Alltel Stadium           | Recap              |
| 7                 | 24 ottobre         | at St. Louis Rams       | S 3–34             | 0–7                | Trans World Dome         | Recap              |
| 8                 | 31 ottobre         | at New Orleans Saints   | V 21–16            | 1–7                | Louisiana Superdome      | Recap              |
| 9                 | 7 novembre         | Baltimore Ravens        | S 9–41             | 1–8                | Cleveland Browns Stadium | Recap              |
| 10                | 14 novembre        | at Pittsburgh Steelers  | V 16–15            | 2–8                | Three Rivers Stadium     | Recap              |
| 11                | 21 novembre        | Carolina Panthers       | S 17–31            | 2–9                | Cleveland Browns Stadium | Recap              |
| 12                | 28 novembre        | Tennessee Titans        | S 21–33            | 2–10               | Cleveland Browns Stadium | Recap              |
| 13                | 5 dicembre         | at San Diego Chargers   | S 10–23            | 2–11               | Qualcomm Stadium         | Recap              |
| 14                | 12 dicembre        | at Cincinnati Bengals   | S 28–44            | 2–12               | Cinergy Field            | Recap              |
| 15                | 19 dicembre        | Jacksonville Jaguars    | S 14–24            | 2–13               | Cleveland Browns Stadium | Recap              |
| 16                | 26 dicembre        | Indianapolis Colts      | S 28–29            | 2–14               | Cleveland Browns Stadium | Recap              |
| 17                | Settimana di pausa | Settimana di pausa      | Settimana di pausa | Settimana di pausa | Settimana di pausa       | Settimana di pausa |

Note: gli avversari della propria division sono in grassetto.

## Classifiche
| AFC Central              |    |    |   |      |     |     |     |
|                          | V  | S  | P | %    | PF  | PS  | STR |
| (1) Jacksonville Jaguars | 14 | 2  | 0 | .875 | 396 | 217 | V1  |
| (4) Tennessee Titans     | 13 | 3  | 0 | .813 | 392 | 324 | V4  |
| Baltimore Ravens         | 8  | 8  | 0 | .500 | 324 | 277 | S1  |
| Pittsburgh Steelers      | 6  | 10 | 0 | .375 | 317 | 320 | S1  |
| Cincinnati Bengals       | 4  | 12 | 0 | .250 | 283 | 460 | S2  |
| Cleveland Browns         | 2  | 14 | 0 | .125 | 217 | 437 | S6  |